# Ка Баларин (Венеција)
Ка Баларин (итал. Ca' Ballarin) је насеље у Италији у округу Венеција, региону Венето.
Према процени из 2011. у насељу је живело 968 становника. Насеље се налази на надморској висини од 2 м.